# Bulbophyllum nummularia
Bulbophyllum nummularia är en orkidéart som först beskrevs av Hermann Wendland och Friedrich Fritz Wilhelm Ludwig Kraenzlin, och fick sitt nu gällande namn av Robert Allen Rolfe. Bulbophyllum nummularia ingår i släktet Bulbophyllum och familjen orkidéer. Inga underarter finns listade i Catalogue of Life.